# Los Angeles Angels
Els Los Angeles Angels són un club professional de beisbol estatunidenc de la ciutat d'Anaheim (Califòrnia), a l'àrea urbana de Los Angeles, que disputa l'MLB.

## Palmarès
- Campionats de l'MLB (1): 2002
- Campionats de la Lliga Americana (1): 2002
- Campionats de la Divisió Oest (7): 2008, 2007, 2005, 2004, 1986, 1982, 1979

## Evolució de la franquícia
- Los Angeles Angels (2015-actualitat)
- Los Angeles Angels of Anaheim (2005-2015)
- Anaheim Angels (1997-2004)
- California Angels (1965-1996)
- Los Angeles Angels (1961-1965)

## Colors
Vermell, blau marí, blanc

## Estadis
- Angel Stadium of Anaheim (2004-avui)
  - a.k.a. Edison International Field (1998-2003)
  - a.k.a. Anaheim Stadium (1966-1997)
- Chavez Ravine (Los Angeles) (1962-1965)
  - a.k.a. Dodger Stadium
- Wrigley Field (Los Angeles) (1961)

## Números retirats
- Jim Fregosi 11
- Gene Autry 26
- Rod Carew 29
- Nolan Ryan 30
- Jackie Robinson 42
- Jimmie Reese 50